# 周晓春
周晓春（1955年—），河北景县人，汉族，中华人民共和国政治人物、第十一届全国人民代表大会河南地区代表。
毕业于河南教育学院教育管理专业。加入民盟。担任河南安阳市人大常委会副主任。2008年起担任全国人大代表。